# Fade into You
«Fade Into You» (en español: «Desvanecerse dentro de ti») es una canción del grupo de rock alternativo/dream pop estadounidense Mazzy Star. La canción fue escrita por la letrista Hope Sandoval y el compositor David Roback, quien también se desempeñó como productor. La canción llegó al Top 5 de la lista Modern Rock de Billboard en 1994, alcanzando el número tres, y es el único sencillo de Mazzy Star en lograr alcanzar el Billboard Hot 100, con el puesto #44. La canción también llegó al #48 en el UK Singles Chart.
Apareció en el álbum de Mazzy Star So Tonight That I Might See, que alcanzó el #36 en el Billboard 200. El grupo tuvo otras dos canciones que entraron en el Modern Rock Top 40, (Halah y Blue Flower) pero que no obtuvieron el éxito de Fade Into You.
Pitchfork Media incluyó la canción en el número 19 de Top 200 Tracks of the 90s.

## Video musical
Se hicieron dos vídeos para "Fade Into You". El primero fue dirigido por Kevin Kerslake  y se estrenó en MTV a finales de octubre de 1993, varias semanas después del lanzamiento del álbum. En él aparece la banda tocando en frente de una proyección, que muestra nubes blancas en un cielo negro y que se entrelaza con imágenes en cámara lenta de la banda en varios lugares del desierto de Mojave. Partes de este vídeo fueron filmadas en el mismo lugar donde U2 filmó la obra de arte para The Joshua Tree. Merlyn Rosenberg dirigió un segundo vídeo musical, que se emitió por primera vez en febrero de 1994. Conocido como la versión en blanco y negro por su contenido monocrómico, el propósito granulada, distintas imágenes distorsionadas muestran a la banda tocando en un salón de baile burlesco de la era oscura, que se intercalan con imágenes de Sandoval y Roback en varios lugares alrededor de San Francisco, incluyendo All Seasons Hotel (ahora Crescent Hotel) y la vecina túnel Stockton Street, junto con material de archivo real de los mismos lugares tomadas en la década de 1930. Sólo el último video musical fue transmitido a nivel internacional.

## Lista de canciones
| - UK CD Single (7243 8-81534-2-3) 1. «Fade Into You» - 4:54 2. «Blue Flower» - 3:35 (Peter Blegvad/Anthony Moore) 3. «I'm Gonna Bake My Biscuit» - 3:37 (Minnie McCoy) - Europe CD EP (7243 8-81448-2-7) / US CD (7243 8-58121-2-5) / AUS CD (8814482) 1. «Fade Into You» - 4:52 2. «I'm Gonna Bake My Biscuit» - 3:37 (McCoy) 3. «Under My Car» - 3:35 4. «Bells Ring» (versión acústica) - 4:36 - US 12" Vinyl (7243 8-81534-0-9) 1. «Fade Into You» - 4:52 2. «Five String Serenade» (versión para álbum) - 4:27 (Arthur Lee) 3. «Under My Car» - 3:36 4. «Bells Ring» (versión acústica) - 4:35 | - US Limited Edition EP (DPRO-79401) 1. «Fade Into You» (versión para álbum) - 4:53 2. «Into Dust» (directo) - 5:39 3. «Ride It On» (directo) - 2:59 4. «Ghost Highway» (directo) - 3:16 5. «Blue Light» (directo) - 5:09 6. «I'm Gonna Bake My Biscuit» - 3:37 (McCoy) 7. «Under My Car» - 3:35 8. «Bells Ring» (versión acústica) - 4:36 9. «Fade Into You» (versión para radio) - 4:16. |

## Posicionamiento en listas
| Listas (1994)                     | Mejor posición |
| --------------------------------- | -------------- |
| Australia (ARIA)                  | 72             |
| Canadá (RPM)                      | 83             |
| UK Singles Chart                  | 48             |
| U.S. Billboard Hot 100            | 44             |
| U.S. Billboard Modern Rock Tracks | 3              |
| U.S. Billboard Top 40 Mainstream  | 19             |

## Versiones de otros artistas
- Una nueva versión de esta canción fue hecha por la banda Run Run Run, y más tarde fue remezclada por Z-Trip.
- Una versión de Nena en su álbum de versiones Cover Me.
- Una versión de la canción de Natalie Wilde se usó en la película de 2006 Dreamland
- Una versión de Flickerstick aparece en su álbum en directo Causing a Catastrophe.
- La banda de rock finlandesa HIM ha tocado la canción en directo.
- David Bazan de la banda ya desaparecida  Pedro the Lion ha realizado la canción en vivo.
- Richard X sampleó la canción de "Into U" en su álbum Richard X Presents His X-Factor Vol. 1.
- La artista británica electrónica Slab grabó una versión de "Fade Into You" en el álbum Ripsnorter (1999).
- La artista británica Emmy The Great incluyó una versión de la canción en el relanzamiento de su álbum de 2011 Virtue.
- Una versión de Stumbleine con Steffaloo en 2012.
- Una versión de Monstruo de las Galletas se puede encontrar en YouTube.[6]
- Una versión de Kelly Clarkson se puede encontrar en YouTube.[7]
- J Mascis realizó una versión en 2013 por Keep Shoe Company.
- Migala realizó una versión en 1997 en su álbum Diciembre, 3 A.M.
- Una versión de Mallrat sonó en el episodio 8 "Boys don't cry" de la segunda temporada de Heartbreak High (serie de televisión de 2022)

## En la cultura popular

### En película
- La canción fue incluida en la película Starship Troopers.[8]
- La canción fue incluida en la película Angus, pero de alguna manera no se presentó en el álbum de banda sonora.[8]
- La canción fue incluida en la película de 1998 Break Up.
- La canción íntegra apareció en una secuencia de montaje en la película de 2002 por Guy Ritchie Swept Away.[8]
- La canción fue incluida en la película de 2005 Lord of War, protagonizada por Nicolas Cage.[8]
- La canción fue incluida en las películas de 2010  Velodromo y Burlesque, protagonizada por Christina Aguilera y Cher.
- La canción fue incluida en las películas de 2012 End of Watch y Chasing Mavericks.[8]
- La canción apareció en la película de 2013 The To Do List.

### En televisión
- "Fade Into You" ha aparecido en cuatro episodios diferentes de CSI: Miami.
- La canción fue utilizada en un episodio de Roswell titulado "Baby, It's You."[8]
- La canción aparece en Without a Trace del episodio "Sons and Daughters".
- La canción aparece en el episodio "Wishing" de Cold Case.[8]
- La canción también apareció en "You Give Me Fever," el décimo episodio de la sexta temporada de Medium.
- Fue utilizado en una temporada un episodio de Gilmore Girls titulado "Rory's Dance."
- La canción apareció en "Pilot" de Desperate Housewives.
- Fue utilizada en la cuarta temporada del episodio "Ice" de Alias.
- La canción también apareció en el noveno episodio de la quinta temporada de CSI: NY.[8]
- La canción fue utilizada en el tercer episodio de la NBC Love Bites.
- Al parecer, en el séptimo episodio ("Wallflower") de la cuarta temporada de Fringe.[8]
- La canción fue tocada en el cuarto episodio de My Mad Fat Diary.
- La canción apareció en la temporada 1, episodio 5 de la Daria.
- La canción fue incluida en el cuarto episodio de la primera temporada de The Following.
- La canción fue incluida en el primer episodio de la quinta temporada de Ray Donovan.
- La canción fue incluida en el episodio 7 de la temporada 5 de The Crown (serie de televisión).
- La canción fue incluida en el tercer episodio "Off with a bang" de la primera temporada de Cruel Summer (serie de televisión).
- La canción fue incluida en el capítulo final de la última temporada de Yo nunca (serie).
- La canción suena de fondo en la serie El Problema de los 3 Cuerpos (temporada 1 - episodio 3).

## Certificaciones
| País (Certificador) | Certificación | Ventas certificadas |
| --- | ------------- | ------------------- |
| Reino Unido (BPI) | Plata         | 200 000*            |
| ^cifras de envíos basadas únicamente en la certificación xcifras no especificadas basadas únicamente en la certificación |               |                     |